# Behind Blue Eyes (Limp Bizkit)
Behind Blue Eyes è un singolo dei Limp Bizkit del 2004, cover dell'omonimo brano del gruppo musicale britannico The Who del 1971.

## Tracce
1. Behind Blue Eyes (Album Version)
2. Just Drop Dead (Non-Lp Version)
3. Rollin' (Dj Monk Vs The Track Mack Remix)
4. Behind Blue Eyes (Video/Lp Version)

## Classifiche
| Anno | Singolo          | Classifica             | Posizione |
| ---- | ---------------- | ---------------------- | --------- |
| 2004 | Behind Blue Eyes | Mainstream Rock Tracks | 11        |
| 2004 | Behind Blue Eyes | Modern Rock Tracks     | 18        |
| 2004 | Behind Blue Eyes | The Billboard Hot 100  | 71        |
| 2004 | Behind Blue Eyes | Top 40 Mainstream      | 25        |

## Videoclip
Il videoclip di Behind Blue Eyes è stato girato apposta per il film Gothika, del quale riprende la trama. Il video si apre mostrando Fred Durst (nel ruolo che sulla pellicola è di Robert Downey Jr.), il quale, inquadrato dalla vita in su, a petto nudo, inizia a cantare. È poi inquadrata una giovane donna (nel ruolo di Halle Berry), accanto a lui: anch'essa inizia a cantare e, alla fine, versa una lacrima.
La scena viene, poi, cambiata totalmente: la giovane è ora vestita con un camice bianco da dottoressa, mentre lui appare dentro a una cella, con addosso una divisa azzurra. Lei lo raggiunge dentro e i due iniziano a baciarsi. Nello stesso istante cade dalle mani di lei un blocco, sulla cui prima pagina è scritto Gothika. Quando, poi, i due si allontanano, le parti si sono invertite: lui è ora il medico (ed infatti si china a raccogliere il blocco), lei la carcerata. Il cantante, dunque, esce dalla cella e inizia ad incamminarsi verso l'uscita; intanto, guarda dietro di sé, mentre lei inizia a correre fino ad una porta a vetri chiusa. Poiché non può più raggiungerlo, si accascia e inizia a disperarsi, mentre lui la guarda con dispiacere, ma alla fine se ne va.